# Kymco Yup 50
Kymco Yup 50 – tajwański skuter marki Kymco, wyposażony w charakterystyczny halogenowy reflektor. Posiada dwusuwowy, jednocylindrowy silnik o pojemności 49,4 cm3.

## Dane techniczne
| Model silnika:           | Kymco ZX 50                                                    |
| ------------------------ | -------------------------------------------------------------- |
| Typ silnika              | 2-suwowy, jeden cylinder                                       |
| Średnica cylindra x skok | 39 x 41,4 mm                                                   |
| Skrzynia biegów          | bezstopniowa automatyczna przekładnia, pas grubości min. 17 mm |
| Waga                     | 97 kg                                                          |
| Obroty biegu jałowego    | 2100 +/- 100 obr./min.                                         |
| Sposób chłodzenia        | powietrze                                                      |
| Płyn hamulcowy           | DOT4                                                           |
| Długość                  | 1927 mm                                                        |
| Szerokość                | 700 mm                                                         |
| Wysokość                 | 1125 mm                                                        |
| Prędkość maksymalna      | 45 km/h                                                        |
| Moc                      | 5.09 KM                                                        |
| Pojemność zbiornika      | 5,3 l                                                          |